# Vincent Jacob van Dolder

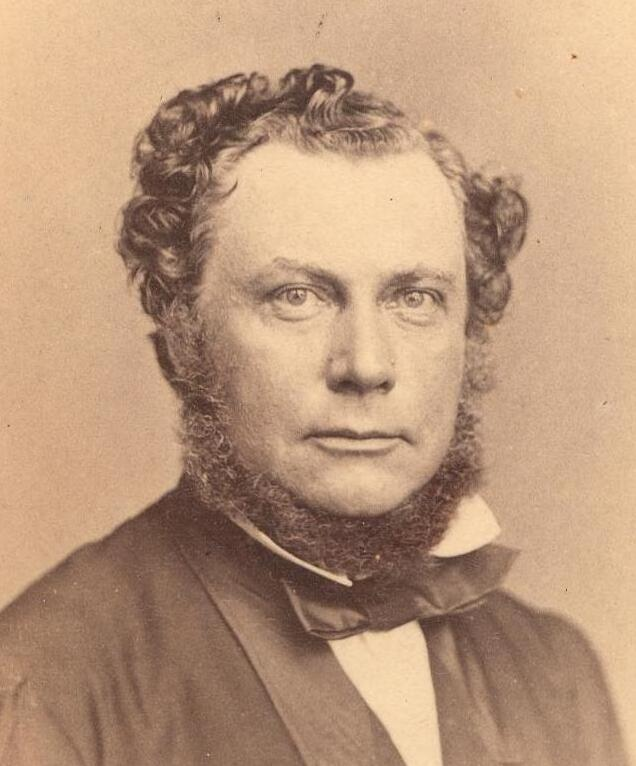
V.J. van Dolder (1815-1876)

Vincent Jacob van Dolder (Maartensdijk, 8 maart 1815 – Voorst, (Gelderland) 3 mei 1876) was van 1853 tot 1874 ondernemer, handelaar en suikerfabrikant in Nederlands-Indië.

## Personalia
Zowel zijn vader als grootvader was dominee, hijzelf studeerde enige tijd medicijnen in Utrecht, maar voltooide deze studie niet. Zijn eerste huwelijk in 1839 met Albertina Charlotte Stulen werd in 1860 ontbonden. Hij trouwde voor de tweede maal in 1868 in Semarang met Helena Cruickshank. Voor dit huwelijk had hij al drie zoons bij haar verwekt en na het huwelijk werd nog een dochter geboren. Helena Cruickshank had al een zoon uit een eerdere relatie en Van Dolder heeft voor zijn opvoeding en opleiding gezorgd.

## Activiteiten tot 1857
Tussen 1839 en 1843 was hij eigenaar van een steenfabriek in Wageningen.. Daarna richtte hij zich op de koloniale rietsuikerfabricage met een in België ontwikkeld kooktoestel voor suikersap, genaamd “cône de Lembecq”. Dit apparaat kon hij in 1847 in Demerary op de plantage Ruimveld van de familie Van der Oudermeulen beproeven.. In Louisiana wilde hij dit toestel ook aan Amerikaanse suikerrietplantages verkopen en maakte daarvoor gebruik gemaakt van de contacten van zijn halfzuster Berthe Hoola van Nooten-van Dolder, die al sinds 1847 in New Orleans en Plaquemine en vanaf 1854 in Galveston een school voor jongedames leidde. Tijdens zijn verblijf in Amerika leerde hij Helena Cruickshank kennen. In elk geval blijkt hij in 1853 in Batavia aangekomen te zijn en in 1856 voegen ook zijn halfzuster en zijn latere vrouw Helena Cruickshank  zich daar bij hem.

## Activiteiten in Batavia en Semarang
Tussen 1853 en 1855 trad hij op als vertegenwoordiger van de Maatschappij De Atlas die sinds 1845 in Indie een octrooi had voor de "cône de Lembecq" Sinds 1855 hield hij zich in Batavia als  administrateur van de Oost-Indische Maatschappij van Administratie en Lijfrente bezig met de pacht en het beheer van cultuurgronden en met de verkoop van de opbrengst. Die activiteiten zette hij voort in Semarang, waar hij ook als verzekeringsagent optrad en het agentschap van de Javasche Bank voerde. Zijn maatschappelijke betekenis kreeg erkenning door zijn lidmaatschap van de Maatschappij tot Nut van 't Algemeen, van de Kamer van Koophandel en Nijverheid en van de handelsvereniging.
Was zijn naam reeds gevestigd door het rapport over de suikercultuur (zie volgende paragraaf), in 1867 en 1868 was hij ook nog actief betrokken bij het ijveren voor de aanleg van een haven in Semarang en werd met een delegatie uit die stad zelfs ontvangen door de gouverneur-generaal.

## Betekenis voor de suikercultuur
Tussen 1853 en 1858 was een veelomvattend onderzoek gedaan naar de gouvernements-suikercultuur op Java door de Commissie Umbgrove geleid door de latere directeur der Cultures, G. Umbgrove. Op het uiteindelijke rapport was door belanghebbende contractanten van suikerfabrieken met een formeel adres aan koning Willem III gereageerd. Bij de totstandkoming van de nieuwe Grondslagen voor de gouvernementssuikercultuur in 1860 had de Minister van Koloniën J.J. Rochussen slechts enkele suikercontractanten geraadpleegd. Het is dan ook niet verwonderlijk dat bij de pachters/contractanten onvrede bleef over het Cultuurstelsel.
In 1864 deed de Kamer van Koophandel in Semarang een beroep op Van Dolder’s ervaring en kennis van de suikerfabricage om samen met H.F. Morbotter een onderzoek te doen naar de door A. Montclar op de onderneming Poerwodadie  in de residentie Madiun toegepaste methode van suikerbereiding. Hun uitgebrachte rapport was lovend over de behaalde resultaten, maar stelde ook dat de toepassing onder de Grondslagen van 1860 door suikerfabrikanten in contract met het gouvernement onmogelijk was.  In 1865 drong de Kamer van Koophandel in een officiële memorie aan de gouverneur-generaal op vergaande wijzigingen van het Cultuurstelsel aan. Het rapport van Van Dolder en Morbotter maakte ook in Nederland diepe indruk. Vijf jaar later maakten de Agrarische Wet en de Suikerwet een einde aan het Cultuurstelsel en kon het particuliere bedrijfsleven zijn gang gaan.
Van Dolder profiteerde daar in aanzienlijke mate van, want had hij reeds in 1869 de suikeronderneming Wonopringgo in Pekalongan gepacht, in 1871 kocht hij dit bedrijf om het twee jaar later weer te verkopen met een winst van 675.000 gulden (huidige koopkracht ruim 6 miljoen euro).
In 1935, bij het overlijden van zijn stiefzoon, noemden kranten in Indië hem nog “de bekende suikerman Van Dolder”.